# هاري فيليبس (لاعب كرة قدم أسترالية)
هاري فيليبس (بالإنجليزية: Harry Phillips)‏ هو لاعب كرة قدم أسترالية أسترالي، ولد في 21 أغسطس 1868 في Queenstown, South Australia ‏ في أستراليا، وتوفي بنفس المكان في 10 أغسطس 1923.

## وصلات خارجية
- هاري فيليبس على موقع AustralianFootball.com (الإنجليزية)